# Norops pijolense
Norops pijolense är en ödleart som beskrevs av  Mccranie WILSON och WILLIAMS 1993. Norops pijolense ingår i släktet Norops och familjen Polychrotidae. Inga underarter finns listade i Catalogue of Life.